# Johannes Baptista von Albertini
Pour les articles homonymes, voir Baptista et Albertini.

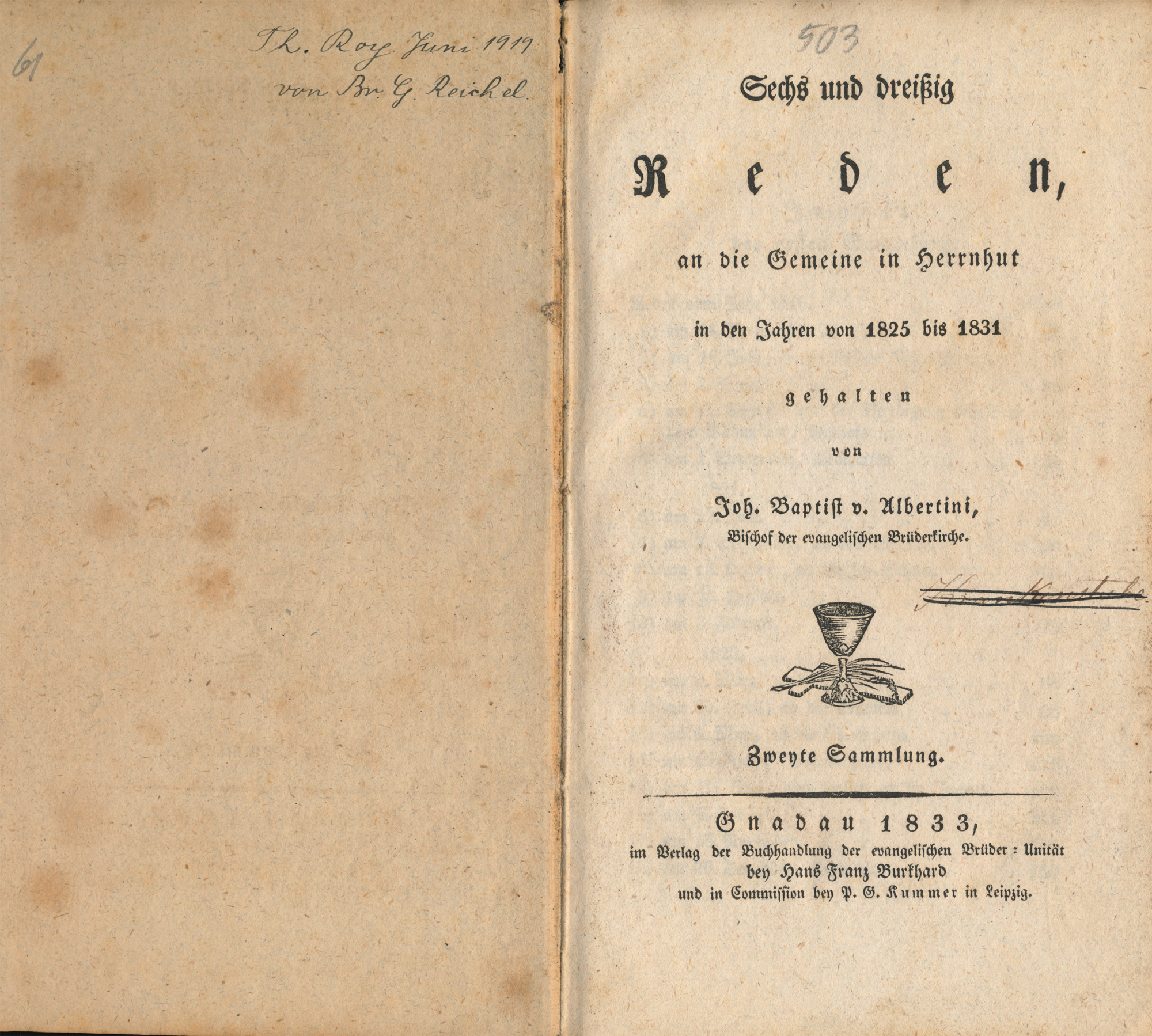

Johannes Baptista von Albertini est un homme d’Église et un savant saxon, né le 17 février 1769 à Neuwied et mort le 6 décembre 1831 à Berthelsdorf près de Herrnhut.

## Biographie
Membre des frères Moraves, il fait ses études à Mesky et à Barby et où il rencontre Friedrich Schleiermacher. Si ce dernier finit par quitter cette Église, Albertini y resta et y assura d’abord des fonctions de pédagogue. Il est évêque de 1814 à 1831 avant de diriger le mouvement de 1824 à 1831.
Il est, avec Ludovic David de Schweinitz, l’auteur du Conspectus fungorum in Lusatiæ superioris agro Niskiensi crescentium (Leipzig, 1805). On lui doit aussi deux recueils de sermons (1805 et 1832).